# Abacetus bipunctatus
Abacetus bipunctatus là một loài bọ chân chạy thuộc phân họ Pterostichinae. Loài này được Victor Motschulsky mô tả lần đầu năm 1864.